# Suicide Is Painless
Theme from M*A*S*H (Suicide Is Painless) – piosenka stanowiąca temat przewodni filmu MASH i serialu MASH, napisana w 1969 roku, nagrywana przez wielu artystów.

## Ogólne informacje
Piosenkę napisali: Johnny Mandel (muzyka) oraz Mike Altman (słowa) i nosiła tytuł „Suicide Is Painless” (pol. samobójstwo jest bezbolesne). Została wykorzystana jako temat przewodni zarówno do filmu MASH, jak i serialu pod tym samym tytułem i nawiązywała do pozorowanego samobójstwa jednego z bohaterów filmu, dentysty o przydomku Painless. Mike Altman jest synem reżysera filmu, Roberta Altmana, i miał zaledwie 14 lat, kiedy napisał tekst utworu. Wersja oryginalna została nagrana przez muzyków sesyjnych, określonych jedynie jako The MASH (byli to John Bahler, Tom Bahler, Ron Hicklin i Ian Freebairn-Smith). Piosenka okazała się przebojem i dotarła do 1. miejsca brytyjskiej listy singli w 1980 roku. Inni artyści wielokrotnie nagrywali własne wersje, m.in. zespół Manic Street Preachers w 1992 roku, czy Amanda Lear w 2009.

## Wersja Ani Dąbrowskiej
Ania Dąbrowska nagrała własną wersję „Suicide Is Painless” na swoją czwartą płytę, Ania Movie, będącą zbiorem jej ulubionych utworów filmowych. Piosenka została wydana jako pierwszy singel z albumu. Do utworu nie nakręcono teledysku i kilka tygodni po jego premierze radiowej wydano kolejny singel, „Bang Bang”.

## Pozycje na listach
| Lista                              | Pozycja |
| ---------------------------------- | ------- |
| Lista przebojów Programu Trzeciego | 15      |
| Szczecińska Lista Przebojów        | 18      |